# Alistair Johnston
Alistair William Johnston (sinh ngày 8 tháng 10 năm 1998) là một cầu thủ bóng đá chuyên nghiệp người Canada hiện đang thi đấu ở vị trí hậu vệ phải cho câu lạc bộ Scottish Premiership Celtic và đội tuyển bóng đá quốc gia Canada.